# お姉ちゃんのお願い
『お姉ちゃんのお願い』（おねえちゃんのおねがい、[A Wish of my Sister.]）は、糸杉柾宏による日本の成人向け漫画、およびその作品を収録した短編集（全1巻。本編全4話、その他短編4話）。

## 概要
きょうだい（姉弟、兄妹）の近親相姦を取り扱った作品で、作中では作者の得意ジャンルである女装少年なども頻繁に登場する。単行本に収録されている物語の構成は、表題作が4話、その他は読切作品となっている。
巻末ゲストページにて、鴨川たぬきと東雲太郎が感想コメントを寄せている。

## 収録作品
- 『お姉ちゃんのお願い』
- 『お姉ちゃんのお願い2』
- 『お姉ちゃんのお願い3』
- 『お姉ちゃんのお願い4』
- 『思春期』
- 『花火』
- 『カミングアウト』
- 『ミルクの匂い』
- ゲストページ
- あとがき

## 書籍
- 糸杉柾宏『お姉ちゃんのお願い』茜新社〈TENMAコミックス〉、全1巻、2006年6月24日発売、ISBN 978-4-87182-853-6[1]